# Lorraine Hansberry
Lorraine Vivian Hansberry, més coneguda com a Lorraine Hansberry, (Chicago, Illinois, 19 de maig de 1930 - Ciutat de Nova York, 12 de gener de 1965) fou una dramaturga, assagista i directora de teatre estatunidenca, que participà activament en la defensa dels drets dels afroamericans i l'erradicació de la segregació racial. Nina Simone s'inspirà en ella a l'hora d'escriure la cançó «To Be Young, Gifted and Black».

## Obres
- A Raisin in the Sun (1959)
- A Raisin in the Sun (guió, 1961)
- On Summer (assaig, 1960)
- The Drinking Gourd (1960)
- What Use Are Flowers? (escrit c. 1962)
- The Arrival of Mr. Todog, paròdia de Waiting for Godot
- The Movement: Documentary of a Struggle for Equality (1964)
- The Sign in Sidney Brustein's Window (1965)
- To Be Young, Gifted and Black: Lorraine Hansberry in Her Own Words (1969)
- Les Blancs: The Collected Last Plays / by Lorraine Hansberry, editat per Robert Nemiroff (1994)
- Toussaint. Aquest fragment d'una obra inacabada poc abans de la seva mort, narra la història del propietari d'una plantació haitiana i la seva dona, que dràsticament canviarà de rumb per causa de la revolta de Toussaint Louverture (del catàleg d'obre de Samuel French, Inc.)